# Sprockhövel

Sprockhövel est une ville de Rhénanie-du-Nord-Westphalie (Allemagne), située dans l'arrondissement d'Ennepe-Ruhr, dans le district d'Arnsberg, dans le Landschaftsverband de Westphalie-Lippe.

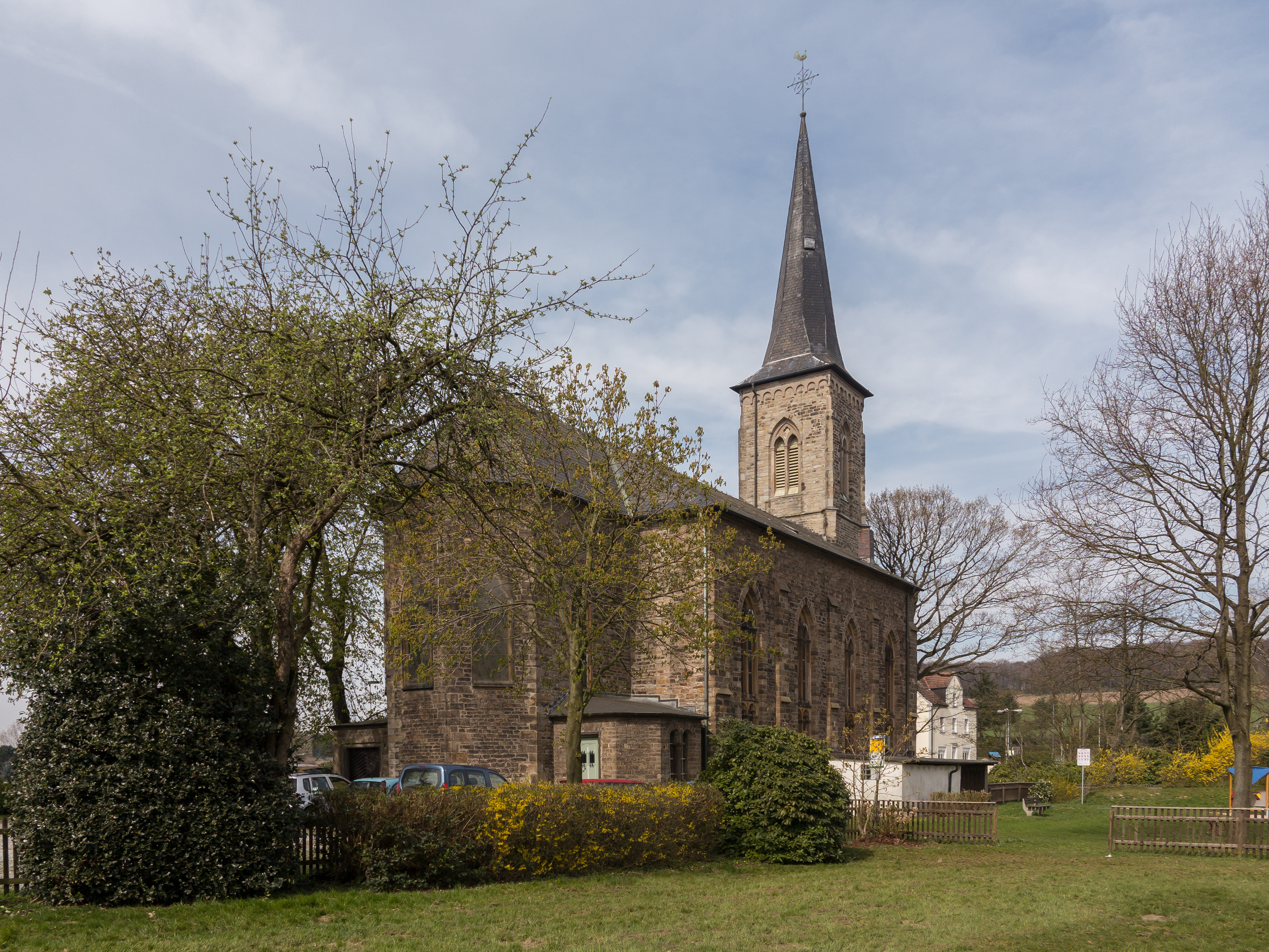
Gennebreck, l'église protestante Herzkamp

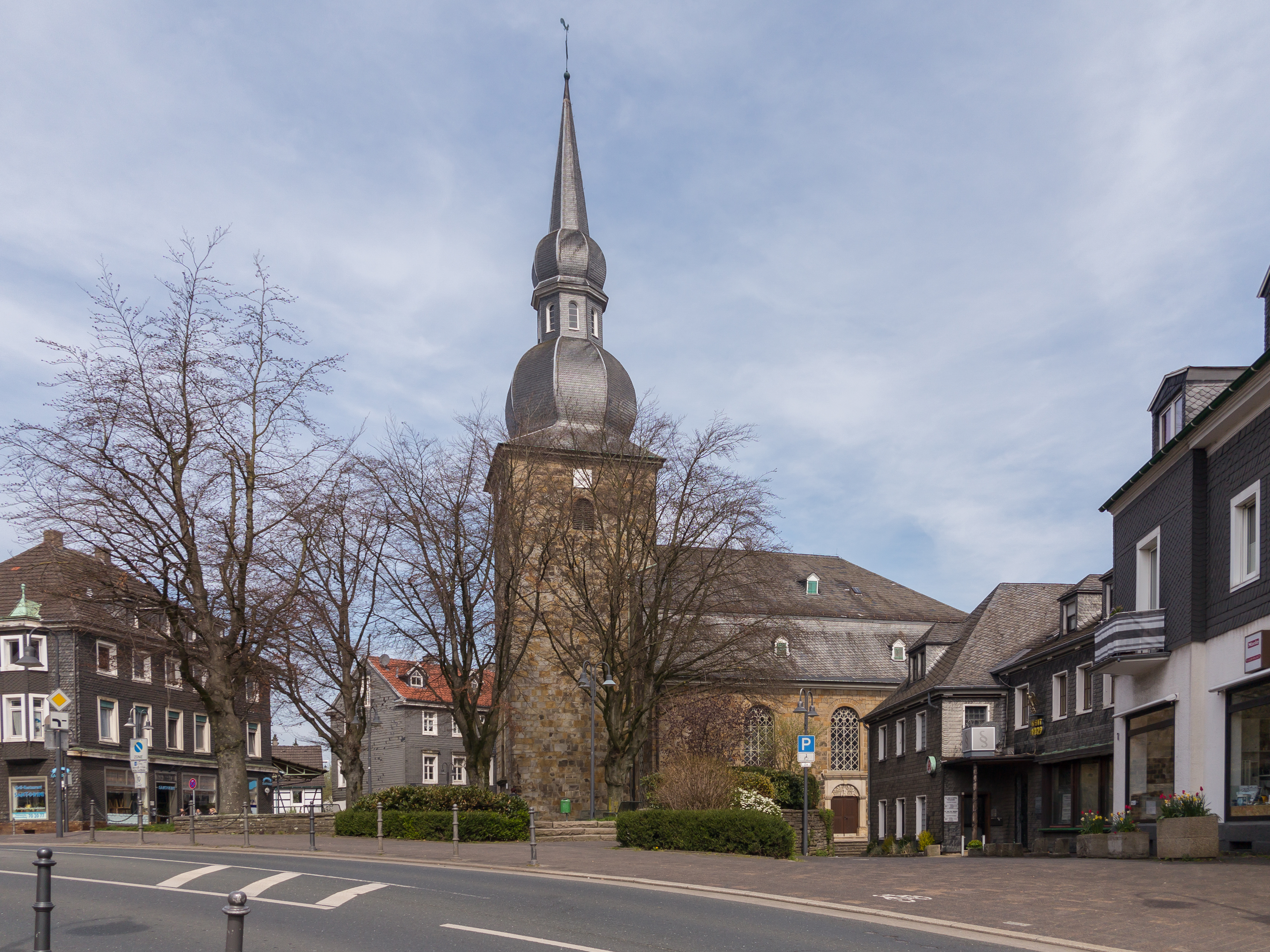
Niedersprockhövel, l'église protestante